# Massacro indiano del 1622
Il massacro indiano del 1622 (anche conosciuto come il massacro di Jamestown) avvenne nella colonia della Virginia, di venerdì santo, il 22 marzo (calendario giuliano) 1622 (1º aprile nel calendario gregoriano). Circa 347 persone furono massacrate nell'attacco (quasi un terzo della popolazione inglese di Jamestown), uccise da una serie di attacchi a sorpresa coordinati dalla Confederazione Powhatan, comandata da capo Opechancanough.
Jamestown costituiva uno dei primi insediamenti inglesi di successo nel Nord America del 1607, e fu la capitale della colonia della Virginia. Benché la stessa città di Jamestown fosse stata risparmiata grazie ad un tempestivo allarme dell'ultimo minuto, molti piccoli insediamenti erano stati fondati lungo il fiume James, sia a valle che a monte e su entrambe le sponde. Gli assalitori uccisero uomini, donne e bambini e bruciarono le case e i raccolti, e molte piccole comunità furono abbandonate dopo i massacri.

## Il contesto
Dopo la prima guerra anglo-powhatan (1609-1613), le nozze tra Pocahontas, figlia minore di Capo Powhatan, ed il colono John Rolfe nel 1614, segnarono l'inizio di un periodo di relazioni pacifiche tra i coloni inglesi e gli indiani della Confederazione Powhatan.
Nel 1618, dopo la morte di Wahunsonacock, meglio conosciuto come l'originale Capo Powhatan, il suo fratellastro Opechancanough divenne il leader dei Powhatan. Opechancanough non pensava che le relazioni pacifiche coi coloni potessero essere mantenute. Ripresosi dalla sconfitta alla fine della prima guerra anglo-powathan, cui partecipò a capo dei guerrieri Pamunkey, pianificava la distruzione degli insediamenti inglesi.
Nella primavera del 1622, dopo l'assassinio per mano di un inglese del suo consigliere Nemattanew, Opechancanough lanciò una campagna di attacchi a sorpresa su almeno trentuno differenti insediamenti inglesi e piantagioni, perlopiù lungo il fiume James.

## Il preavviso a Jamestown
Jamestown, capitale ed insediamento principale della colonia, fu salvata grazie ad un ragazzino indiano di nome Chanco, che aveva il compito di trucidare il suo datore di lavoro, Richard Pace. Non lo fece ed anzi durante la notte lo svegliò e lo avvertì dell'imminente attacco. Pace, che viveva dall'altra parte del fiume James, mise al sicuro la famiglia e dopo guadò il fiume per raggiungere Jamestown nel tentativo di avvertire il resto dell'insediamento. Come risultato, la città poté prepararsi per tempo all'attacco ma non gli insediamenti periferici, che non ebbero nessun preavviso.

## La distruzione degli altri insediamenti
Durante il primo giorno del massacro, molte delle piccole comunità, che erano essenzialmente avamposti di Jamestown, furono attaccate, inclusa Henricus e la sua recente scuola per bambini indiani, oltre alle scuole dei coloni. A Martin's Hundred, oltre la metà della popolazione fu uccisa, così come a Wolstenholme Towne, dove solo due case e parte della chiesa rimasero in piedi. In tutto, all'incirca quattrocento coloni furono trucidati e una ventina di donne catturate e rese schiave dagli indiani.

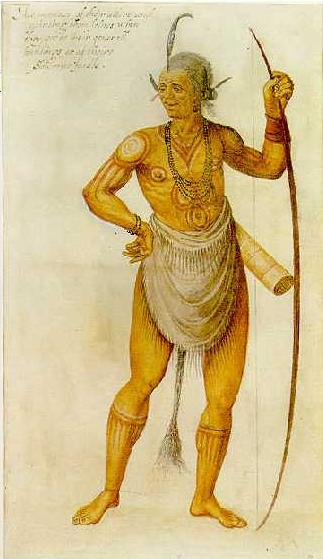
Opechancanough

## Le conseguenze
Le differenze culturali furono tali che i Powhatan finirono le ostilità e si misero in attesa per mesi dopo gli attacchi, apparentemente con la convinzione che i coloni avrebbero accettato le perdite come un segnale della superiorità in guerra dei Powathan e che da quel momento in poi sarebbero stati rispettati, i territori restituiti ed i conflitti e la violazione degli accordi sarebbero stati evitati.
Questo convincimento dimostrò, da parte loro, una grave mancanza di comprensione della mentalità dei coloni inglesi e dei loro sostenitori d'oltreoceano. I coloni infatti, in seguito all'attacco, non si fecero scrupoli a preparare un'ulteriore offensiva contro i nativi. Per decisione unanime tra il concilio e i proprietari di piantagioni venne deciso di assembrare le persone in minori insediamenti per avere una maggior difesa da eventuali attacchi.
Dopo l'attacco John Smith era convinto che i coloni non fossero capaci di difendere le loro colonie e così preparò il piano per portare dall'Inghilterra navi di soldati al fine di combattere i Powhatan. L'obiettivo di Smith era quello di "costringere i selvaggi ad abbandonare il loro paese, o portarli ad un tale grado di soggezione che ogni uomo possa seguire in sicurezza i propri affari." Ma Smith non tornò mai in Virgina.
Gli attacchi del 22 marzo distrussero molte delle colture primaverili e causarono il totale abbandono di alcuni degli insediamenti. Non solo nelle colonie, ma anche in Inghilterra i massacri ebbero effetti a lungo termine, rafforzando l'immagine degli indiani come selvaggi e distruggendo soprattutto l'apprezzamento che la loro cultura era stata in grado di guadagnarsi negli anni precedenti grazie a Pocahontas e agli altri. A Henricus, uno dei più distanti avamposti da Jamestown, in cui esistevano una scuola per ragazzi indiani ben avviata ed un college per i figli dei coloni, i progressi fin lì raggiunti e la nuova città furono persi. Ci vollero 70 anni prima che un'altra scuola del genere potesse essere presentata alla monarchia inglese, ma fu costituita in un'altra città ben fortificata a poche miglia da Jamestown. Pochi anni dopo, la capitale della colonia fu trasferita lì, e il nome cambiato in Williamsburg.
I coloni utilizzarono frequentemente negli anni successivi il massacro del 1622 come pretesto per un'aggressione maggiore ai danni dei Powathan e alle loro terre. Gli inglesi da quel momento si vendicarono contro i Powhatan con l'uso di attacchi a sorpresa approfittando di fattori culturali che rendevano i nativi solitamente restii ad azioni belliche e creando carestie (con conseguenti diffusioni di epidemie) incendiando i loro campi di mais, distruggendo le loro barche, canoe e capanne, distruggendo le loro dighe (essenziali alla pesca) e assaltandoli durante la caccia, costringendoli a muoversi in territori di altre tribù e metterli gli uni contro gli altri. Nel giro di due decenni la popolazione Powhatan crollò del 93 per cento.

## L'avvelenamento degli indiani
I coloni sopravvissuti agli attacchi del Venerdì Santo iniziarono a compiere abitualmente delle incursioni sulle tribù e particolarmente sulle loro colture di granturco nell'estate e nell'autunno del 1622. Queste incursioni ebbero un successo tale che capo Opechancanough per disperazione decise di negoziare. Attraverso degli amichevoli intermediari indiani, si organizzò una conferenza di pace tra i due gruppi; tuttavia, alcuni dei leader di Jamestown, guidati dal capitano William Tucker e dal dr. John Potts, avvelenarono gli indiani tramite il liquore bevuto in occasione del brindisi cerimoniale della conferenza. Il veleno uccise circa duecento indiani e altri cinquanta furono finiti sul posto, ma capo Opechancanough riuscì a fuggire.

## La sconfitta e il declino degli indiani
La Virginia divenne una colonia reale d'Inghilterra due anni dopo, nel 1624. La Corona inglese aveva in questo modo un'autorità diretta sulla colonia invece di dover passare per la Virginia Company of London. Ciò significò che anche i favoriti della Corona potevano trarre profitto dalle colonie, così come la Virginia Company aveva sempre fatto. Come nella maggior parte delle Colonie, i coloni furono sfruttati per profitto personale da chi era al comando, e gli interessi dei Powhatan furono persino considerati di meno. L'espansione dentro la terra indiana e le violazioni degli accordi continuarono ad essere la norma, portando ad aumentare il livello di frustrazione tra le tribù.
Il successivo scontro con la Confederazione Powhatan avvenne nel 1644, quando circa cinquecento coloni inglesi perirono. Quella perdita ebbe un impatto minore sulla colonia, rappresentando meno del dieci per cento della popolazione; Opechancanough, ormai vecchio e costretto ad essere trasportato in lettiga, stavolta fu catturato ed imprigionato a Jamestown, dove fu assassinato da uno dei coloni che doveva fargli da guardia.
La morte di Opechancanough segnò chiaramente l'inizio di un declino progressivo e precipitoso della Confederazione Powhatan, i cui membri abbandonarono l'area del tutto, mischiando gradualmente le loro comunità residenziali coi coloni, o vivendo in una delle poche riserve fondate in Virginia, benché anche queste soggetto di incursioni e di confische della terra da parte dei coloni in espansione continua.
Ad oggi, solo sette tribù originarie della Confederazione Powhatan sono state riconosciute nella moderna Virginia. Le due più antiche riserve sono quelle di Pamunkey e Mattaponi, entrambe localizzate tra i fiumi omonimi all'interno della Contea di King George (ma tecnicamente indipendenti da essa).